# Betterfly
Betterfly, anteriormente conocida como Burn to Give, es una empresa emergente chilena de beneficios para trabajadores y clientes de empresas. La empresa fue fundada en 2018 por Eduardo della Maggiora y su hermano, Cristóbal della Maggiora. En febrero de 2022, la insurtech se convirtió en unicornio latinoamericano al recaudar US$125 millones de dólares en una ronda de inversión y quedar valorada en US$1.000 millones.

## Historia
Betterfly fue fundada en 2018 por los hermanos Eduardo y Cristóbal della Maggiora, quienes actualmente se desempeñan como CEO y COO, respectivamente.
La empresa nació en 2018 como Burn to Give, una iniciativa que proponía transformar las calorías quemadas al hacer ejercicios en donaciones de alimento para menores en desnutrición. Para llevar a cabo las donaciones, la empresa desarrolló una aplicación para móviles que hace seguimiento de la actividad física del usuario.
Las primeras donaciones realizadas por la compañía fueron para las fundaciones Leche para Haití, Meds & Foods For Kids y Red de Alimentos.
En 2020 cambió de nombre a Betterfly, haciendo profundos cambios en su modelo de negocio enfocándose exclusivamente en los beneficios corporativos. Y en el 2021 participó como auspiciador de Teletón donando $476.000 dólares a la campaña. Esto suma a las distintas donaciones y campañas que realiza la compañía, las que a junio de 2023 se han transformado en más de 5 millones de donaciones a diversas causas.
En el año 2022 se unió a la lista de empresas unicornio al recaudar $125 millones de dólares en una ronda de inversión, quedando valorada en $1.000 millones de dólares. Esto le permitió abrir operaciones en distintos países, además de Chile, como Brasil, México, Ecuador, Colombia, Perú, Argentina y España.[cita requerida]
El crecimiento de la empresa se debe, en parte, a la adquisición de otras compañías que ofrecían servicios interesantes para su modelo de negocios. Dentro de las compañías que Betterfly adquirió están Heypay!, ProSueños y Nesto en Chile, Xerpa y Seuvale en Brasil y Flexoh en España.
A inicios de 2023 la compañía anunció un nuevo cambio en su modelo de distribuciòn consolidando su producto como un Software como servicio o SaaS, junto con esto realizaron un cambio en su identidad corporativa. Días después siguió un anuncio del CEO, Eduardo della Maggiora, comunicando la desvinculación del 30% de su plantilla de trabajadores debido a la adecuación de la compañía al formato SaaS, el rápido crecimiento que llevó a duplicación de funciones, el "complejo entorno económico a nivel mundial" y asegurando que la compañía "se encontraría en una posición financiera muy sólida”.

## Productos
La empresa ofrece un modelo de suscripción que las empresas contratan para sus trabajadores y/o clientes. La suscripción ofrece acceso a una plataforma modular de beneficios que registra y premia los hábitos saludables de los usuarios y esta, a su vez, entrega beneficios corporativos como seguros dinámicos de vida, oncológicos, de accidentes, además de telemedicina, psicología, nutrición, veterinaria, fitness, cursos, tarjetas de comida, giftcards, entre otros. Estos buenos hábitos de los usuarios se transforman también en donaciones sociales y medioambientales a distintas fundaciones.

## Reconocimientos
- Betterfly fue destacada en la lista anual de CB Insights conocido como Insurtech 50[12] durante el año 2022 y 2023. El reconocimiento a Betterfly se sitúa dentro de la categoría de Vida y Salud en el ranking. El proceso de selección considera los esfuerzos en investigación y desarrollo, el potencial de mercado y la innovación tecnológica.
- Betterfly  fue incluida en la lista de LinkedIn Top Startups 2022.[13] Esta lista incluye startups  provenientes de Argentina, Brasil, Chile, Colombia y México. El proceso de selección para esta lista se basó en el uso de datos exclusivos de LinkedIn, abarcando métricas como el crecimiento, el interés en los anuncios de trabajo, la interacción de los usuarios y las estrategias de reclutamiento.

## Otros
En medio de la crisis económica mundial producto de la Pandemia de COVID-19 y otros factores, en 2022 la empresa realizó una serie de despidos masivos en Chile y Brasil, países que cuentan con sus mayores operaciones. Betterfly descartó que los despidos se tratasen por recortes económicos y afirmó que se debe a la búsqueda de agilizar sus operaciones.
A principios de noviembre de 2022 se dio a conocer una demanda laboral contra Betterfly por un ex gerente digital de la compañía, quien fue desvinculado a finales de julio del mismo año. El demandante acusa que Betterfly le despidió de manera abusiva además de la vulneración de sus derechos fundamentales. La compañía negó las acusaciones indicando que la demanda se estaría realizando “de mala fe”. Finalmente la causa terminó en agosto de 2023, mediante el desistimiento de la demanda por parte del demandante.